# Борисов Олександр Пилипович
Олександр Пилипович Борисов (нар. 4 листопада 1908, село Старосілля, тепер Кричевського району Могильовської області, Республіка Білорусь — 22 серпня 2001, місто Москва, Російська Федерація) — радянський діяч, директор Магнітогорського металургійного комбінату імені Сталіна, заступник голови ВРНГ СРСР, голова РНГ Челябінського економічного адміністративного району. Кандидат у члени ЦК КПРС у 1961—1966 роках. Депутат Верховної Ради Російської РФСР 5-го скликання. Депутат Верховної ради СРСР 3—4-го та 6-го скликань. Герой Соціалістичної Праці (19.07.1958).

## Життєпис
Народився в селянській родині.
У 1931 році закінчив Свердловський інститут сталі.
З 1931 року — майстер, виконроб, начальник дільниці на будівництві доменних печей, начальник зміни, начальник цеху Кузнецького металургійного комбінату.
Член ВКП(б) з 1939 року.
У 1946—1951 роках — начальник доменного цеху, головний інженер Магнітогорського металургійного комбінату імені Сталіна Челябінської області.
У 1951—1954 роках — директор Магнітогорського металургійного комбінату імені Сталіна Челябінської області.
У 1954—1957 роках — заступник, 1-й заступник міністра чорної металургії СРСР.
У червні 1957 — 1960 року — заступник голови Державної планової комісії Російської РФСР. Одночасно 6 червня 1957 — 13 червня 1958 року — міністр Російської РФСР.
Указом Президії Верховної Ради СРСР від 19 липня 1958 року за видатні успіхи, досягнуті в справі розвитку чорної металургії, Борисову Олександру Пилиповичу, колишньому директору Магнітогорського металургійного комбінату, тепер заступнику голови Держплану РРФСР присвоєно звання Героя Соціалістичної Праці з врученням ордена Леніна і золотої медалі «Серп і Молот».
У 1960 — серпні 1961 року — заступник голови Вищої ради народного господарства (ВРНГ) СРСР.
У серпні 1961 — 25 грудня 1962 року — голова Ради народного господарства Челябінського економічного адміністративного району.
25 грудня 1962 — 19 вересня 1963 року — голова Ради народного господарства Південно-Уральського економічного району.
19 вересня 1963 — 15 грудня 1965 року — голова Ради народного господарства Уральського економічного району.
У 1965—1975 роках — 1-й заступник міністра чорної металургії СРСР.
З 1975 року — персональний пенсіонер союзного значення у місті Москві.
Помер 22 серпня 2001 року. Похований в Москві на Троєкуровському цвинтарі.

## Нагороди і звання
- Герой Соціалістичної Праці (19.07.1958)
- чотири ордени Леніна (10.04.1943, 30.01.1952, 19.07.1958, 22.03.1966)
- орден Жовтневої Революції (25.08.1971)
- три ордени Трудового Червоного Прапора (14.11.1951, 4.11.1968, 3.11.1978)
- медаль «За трудову доблесть» (5.05.1949)
- медалі
- Сталінська премія ІІ ступеня (1951) — за докорінне удосконалення технології і управління виробництвом на Магнітогорському металургійному комбінаті імені Сталіна